# Парагвайский референдум по Чакскому договору (1938)
Референдум по Чакскому договору в Парагвае прошёл 15 августа 1938 года. Договор был одобрен 91% голосов.

## История
По окончании Чакской войны 1932–1935 годов за область Гран-Чако между Боливией и Парагваем мирная конференция проходила в Буэнос-Айресе (Аргентина). Соглашение, или Чакский договор, был подписан 21 июля 1938 года. Его ратификация должна была пройти в течение 20 дней после подписания. В Боливии договор был ратифицирован парламентом 15 августа. В Парагвае он был вынесен в тот же день на референдум, который стал, таким образом, первым референдумом в истории страны.

## Результаты
Результаты были объявлены 24 августа 1938 года.
| Да или нет                 | Голосов | Процент  |
| -------------------------- | ------- | -------- |
| Да                         | 135 835 | 91,14 %  |
| Нет                        | 13 204  | 8,86 %   |
| Недействительных голосов   | 559     | — %      |
| Всего голосов              | 149 598 | 100,00 % |
| Источник: Direct Democracy |         |          |